# Rustem Umerov
Rustem Enverovyč Umerov (ukrajinsky Рустем Енверович Умєров, krymskotatarsky: Rustem Enver oğlu Umerov; 19. dubna 1982, Bulungur, Uzbecká SSR, Sovětský svaz) je ukrajinský politik, podnikatel, investor a filantrop krymskotatarského původu. Je zástupcem vedoucího stálé delegace v Parlamentním shromáždění Rady Evropy. Od prosince 2020 je spolupředsedou diplomatické iniciativy Krymská platforma.
V září 2023 ukrajinský prezident Volodymyr Zelenskyj uvedl, že požádá parlament o odvolání ministra obrany Oleksije Reznikova. Ve funkci jej nahradil Umerov.

## Osobní život
Umerov se narodil v Bulunguru v Samarkandské oblasti v Uzbecké SSR do krymskotatarské muslimské rodiny z Alušty na Krymu.
Dne 18. května 1944 byli Umerovovi příbuzní coby Krymští Tataři deportováni sovětskou vládou z vlasti do Uzbecké SSR. V roce 2015 ukrajinský parlament označil tuto deportaci za genocidu. Po 50 letech exilu se jeho rodina na přelomu 80. a 90. let vrátila do vlasti.
Během studia na střední škole se Umerov zúčastnil programu Future Leaders Exchange financovaného ministerstvem zahraničí USA. Jako student žil v hostitelské rodině a po dobu jednoho akademického roku navštěvoval americkou školu.
Umerov získal bakalářský titul v oboru ekonomie a magisterský titul v oboru financí na Národní akademii managementu.
Je ženatý a má dvě děti.

## Kariéra
V roce 2013 spoluzaložil investiční společnost ASTEM a stejnojmennou nadaci. ASTEM spravuje investice v oblasti telekomunikací, informačních technologií a infrastruktury.
Od roku 2019 je Umerov poslancem za politickou stranu Hlas. V září 2022 ho Nejvyšší rada jmenovala do čela ukrajinského Fondu státního majetku.
Je členem poradního sboru prezidenta pro jednání Ukrajiny s arabskými a muslimskými státy. Od února 2022 je v týmu pro vyjednávání Ukrajiny s Ruskem. Spolupodílel se například na zřízení vývozního koridoru pro ukrajinské obilí přes Černé moře.
Dne 3. září 2023 ukrajinský prezident Zelenskyj oznámil odvolání ministra obrany Oleksije Reznikova a jeho rozhodnutí se žádostí o jmenování Rustema Umerova do funkce ministra obrany. Následujícího dne podal Umerov do parlamentu žádost o odvolání z funkce předsedy Fondu státního majetku. Ministrem obrany Ukrajiny byl potvrzen 6. září 2023, kdy pro jeho jmenování v parlamentu hlasovalo 338 poslanců. Umerov se tak stal prvním muslimským ministrem v dějinách Ukrajiny.
Dne 21. prosince 2023 vyzval všechny občany Ukrajiny, ať už se nachází kdekoliv, aby se přidali k ozbrojeným silám i když nedostali povolávací rozkaz.
V lednu 2025 byl vyšetřován ukrajinským Národním protikorupčním úřadem. V červenci 2025 oznámil ukrajinský prezident Volodymyr Zelenskyj, že Umerova jmenuje velvyslancem ve Spojených státech amerických.

## Ceny a vyznamenání
- Řád za zásluhy, 23. 8. 2021[20]